# Sandro Mazzola
Alessandro ("Sandro") Mazzola (n. 8 noiembrie 1942, Torino, Italia) este un fost jucător italian de fotbal. Este fiul lui Valentino Mazzola, care a murit în Tragedia de la Superga din 1949. A jucat pentru Internazionale în echipa cunoscută ca La Grande Inter.
Toată cariera de șaptesprezece sezoane a jucat la Internazionale Milano.

## Palmares
- 4 titluri de campion al italiei în 1963, 1965, 1966 și 1971
- 2 titluiri de  Cupa Campionilor Europeni în 1964 și 1965
- 2 cupe intercontinentale în 1964 și 1965
- 1 Campionat European de Fotbal în 1968 cu Echipa națională de fotbal a Italiei
- Finalist al Campionatului Mondial de Fotbal din 1970
- Finalist Supercupa Europei din 1972 cu Inter